# Hernádpetri
Hernádpetri község Borsod-Abaúj-Zemplén vármegyében, az Encsi járásban.

## Fekvése
A Cserehát északkeleti peremén, a szlovák határ mellett, Miskolctól 55 kilométerre helyezkedik el. Zsáktelepülés, amely közúton csak Hernádvécse felől közelíthető meg, a 2627-es útból, annak 6+850-es kilométerszelvénye közelében, majdnem pontosan észak felé kiágazó 26 145-ös mellékúton.

## Története

### Középkor
A település a középkor nagy részében párhuzamosan két nevet viselt. Eredeti, korai neve Garadna volt, mivel a Garadna patak – a későbbi térképeken Petri-patak – mellett feküdt. Idővel a név Felgaradnára változott, hogy megkülönböztessék a pataknak Bársonyosba való torkolatánál fekvő, alsóbb Garadnától. Másik neve Petri, amely igen gyakori településnév Magyarországon. Jelentése Péteré, amit valószínűleg az egyik Péter nevű birtokosa után kapta. A Garadna név alapja a szláv grad= vár szó, a Garadna pedig várhoz tartozót jelentett. Ebből következőleg eredetileg királyi várföld lehetett, bár legrégibb ismert birtokosai az Aba nemzetség somosi ágához tartoztak.
Első említése 1234-ből származik, amikor Szurdokbénye – a mai Hernádszurdok – határosaként fordul elő egy adománylevélben. 1247 előtt – ahogy utóbb mondták, az éhínség és a pestis idején – az Aba nemzetségbeli Kajal vagy Kajol fia Péter és rokonai 250 márka ezüstért Ida földet, amelyhez több birtok is tartozott, továbbá Zsebest és Felgaradnát eladták Zsebes szepesi prépostnak, aki birtokba is vette azokat. Az adásvétel hosszú pereskedés vezetett, mert a nemzetség más tagjai azt állították, hogy ez az ő örökölt földjük, a szokásjog szerint pedig hozzájárulásuk nélkül nem lett volna szabad a birtokokat eladni. 1254-ben Béla király a prépostnak ítélte vitatott földeket, amelyek azonban visszakerültek az Abák kezére. 1260-ban Radvány határjárásában egy bizonyos Herbord följének mondták. Határos faluként írtak róla egy 1295-re keltezett hamis oklevélben is, ahol a három királynéi falu: Fel- Közép- és Alnémeti – a mai Hidasnémeti – egyik szomszédjaként szerepel. A 13–14. század fordulóján ez volt Abaújvár vármegye székhelye, azaz kéthetenként itt tartották a megyei törvényszékeket. 1337-ben egy bizonyos Mihály fia János volt a birtokosa. Ugyanebben az évben a somosi ág tagjai felosztották egymás közt jószágaikat. Két testvér, Péter és János leszármazói úgy egyeztek meg, hogy Petri birtok Péter fiainak: Egyednek és Ivánkának jusson. Az itteni birtokosok nemsokára felvették a Petri családnevet. A szepesi káptalan azonban nem adta fel itteni jogait, és pert indított vásárlással szerzett jogaiért. A káptalan következetesen két néven: Felgaradna vagy Petri, a Petriek azonban kizárólag Petriként említették a falut. A káptalan 1345-ben szerezte meg a falut, a jogvita azonban csak 1376-ban ért véget. A nádori bíróság a települést a szepesi káptalannak ítélte. A falu Radvány határait pontosan megállapították, nagyságát 16 királyi ekealjra becsülték. Állt ekkor itt egy torony nélküli kőtemplom, a templom mellett az utolsó Petri birtokos ekkor már elpusztult, tető nélküli háza. A paraszti telkek száma negyvenegy volt, ezek közül tizenhármat laktak, huszonnyolc pedig lakatlanul állott. A falu végében volt egy tíz kaszaalj nagyságúra becsült kaszáló, de a becslők összeírtak itt egy eresztvény – azaz tűzifa vágására alkalmas, vékony törzsű fájú – erdőt is. A birtokot 88 dénár márkára becsülték. Ettől kezdve a káptalan volt a falu földesura. 1418-ban nyolc itteni jobbágy nevét őrizte meg az panasz, amely egy leszámolási kísérlet emlékét őrizte meg: a petriek átmentek Csebre, és az ottani földesúr letartóztatott jobbágyát – aki bizonyára a petriekkel szemben elkövetett tettéért került fogságba – fel akarták akasztani. 1427-ben a szepesi káptalan 26 parasztja fizette meg a kamara haszna nevű királyi adót. A falu Abaúj vármegyének a Hernádtól nyugatra fekvő járásába volt besorolva. A Petri család nem halt ki, csak birtokaik más vármegyékbe kerültek, Abaújban Cseb birtokosai voltak.
A középkori becslés 3520 katasztrális holdnak felelt meg, Hernádpetri területe a 19. századi felmérések szerint azonban 2633 katasztrális hold volt. Az eltérésre nincs magyarázat, a határjárások alapján ugyanis a falu határai ugyanazok voltak, mint ma.
A 14. sz. elején kimutathatóan egyházas hely volt. Az 1330-as évek elején Péter nevű papjától szedték be a járandóságot a pápai tizedszedők. 1333-ban két évre 7, 1334-ben 4 garast fizetett ezen a címen.

### Kora újkor
Hernádpetri falut a kora újkorban is általában Petri néven említik, Abaúj vármegyében ez volt az egyetlen ilyen nevű település. A 17. század végén, 1681-ben a szepesi kamara összeírásában viszont már előfordul a Hernád-Petri megnevezés, hogy megkülönböztessék a közeli Torna vármegyében fekvő Petri (ma: Szinpetri) nevű falutól. Az 1376-tól a szepesi társaskáptalan birtokaként ismert Abaúj vármegyei Petri falu a kora újkorban is megmaradt a szepesi káptalan és a káptalan feje, a szepesi prépost közös birtokában, egyben kegyuraságában, vagyis katolikus egyházi tulajdon volt, miközben Petri lakosai, a többi dél-abaúji településhez népességéhez hasonlóan, a 16. század második felében áttértek a református vallásra. A szepesi káptalan és a prépost nem közösen, hanem birtokrészüket, jobbágytelkeiket, jobbágyaikat elkülönítve birtokolták Petriben, ez a különleges birtokjog és birtokosi közösség, vagyis, hogy egy egyházi alapítvány, testület és a vezetője önálló földesurakként egyfajta conpossesoratust, közbirtokosságot alkossanak, máshol is gyakorlat volt. A káptalan szepességi és egyéb birtokai, köztük a hegyaljai Liszka (ma: Olaszliszka) mezőváros és urasági szőlei is hasonló megosztás alatt voltak. A szepesi káptalani birtokok azonban időről-időre kikerülhettek az egyházi intézmény birtoklásából, sőt magát prépostság integritását is nem egyszer veszély fenyegette. A 16–17. századi hitújítás, a török háborúk, a nagyurak határtalan birtokszerzési vágya, a rendi küzdelmek, az Erdélyi Fejedelemség felső-magyarországi berendezkedése és Thököly Imre hadjáratai, illetve uralma alatti birtokfoglalások, zálogosítások, konfiskálás révén többször elidegenítették a jószágokat, ezek azonban később rendre visszakerültek eredeti szepesi tisztelendő és főtisztelendő uraikhoz.
A Szepeshelyen, más néven Szepeskáptalanon (ma: Spišská Kapitula, Szlovákia) székelő szepesi prépostok stallumához tartozott Petri falu javadalmának fele, a másik fele magát a káptalant, azaz a kanonokoknak a középkor vége óta 12 főben állandósult közösségét illette. Így a kora újkorban az alábbi prépostok élvezhették a jobbágyfaluból származó földesúri jövedelmek 50%-át: lomnicai Horváth János (1511–1544), Váralyai Szaniszló (1545–1548), Péterváradi Balázs (1549–1560), kaproncai Paulini Péter (1560–1561; csanádi püspök 1559–1561), Bornemissza Gergely (1561–1584; csanádi püspök 1563–1573, váradi püspök 1572–1584), hetesi Pethe Márton (1685–1605, váradi püspök 1587–1598, győri püspök 1598–1605, kalocsai érsek 1599–1605), hosszútóti Hosszútóthy László (1606–1648), lelóci és jezernecei Tarnóczy Mátyás (1648–1655, csanádi püspök 1648–1650, váci püspök 1650–1655), Pálfalvai János (1655–1663, kinevezett váradi püspök 1656), lovasberényi Bársony György (1663–1675, váradi püspök 1665–1675, egri püspök1676–1678 ), Luzsénszky Joachim (1671–1681, szerémi püspök 1674–1677, váradi püspök 1676–1678), Sebestyén András (1681–1683, szkardonai választott püspök 1679–1683, erdélyi választott püspök 1679–1683), galántai Balogh Miklós (1683–1689, csanádi püspök 1681–1685, váci püspök 1685–1689), Mattyasovszky László (1689–1696, nyitrai püspök 1696–1705), felső- és alsósurányi Sigray János (1696–1718, címzetes temnói püspök 1696–1718); Brenner Domokos „ellenprépost” (1706–1709).
A dikális vagy portális néven is ismert rovásadó jegyzékében 1552–1570 között a szepesi káptalan, illetve 1564-ben a káptalan és a prépost közösen szerepel Petri földesuraként. Egy 1550 körül készült, majd az 1590-es években kiegészített összeírásban a szepesi káptalannak több Abaúj vármegyei birtoka is feltűnik: Gönc mezőváros, Petri, Somodi, Kisida, Zsebes (ma: Drienovec, Malá Ida, Šebastovce–Košice), de a szepesieké volt Liszka (ma: Olaszliszka) mezőváros és Szegi (ma: Bodrogkisfalud része)is a Hegyalján. A 16. század végén a birtokok közül csak Szegi volt elidegenítve Bárczay Szaniszlónál, akinek az 1561-ben szepesi prépostnak, majd 1572-ben váradi püspöknek is kinevezett Bornemissza Gergelynek (†Jászó, 1584) vetette zálogba. 1588-ban az adójegyzék egyszerre tünteti fel a szepesi és a jászói prépostságot birtokosként, ami természetesen nem jelenti azt, hogy birtokosváltás történt, hanem, hogy 1587-ben a felső-magyarországi ellenreformáció ismert személyisége, hetesi Pethe Márton (1552–1605), hasonlóan elődjéhez, Bornemissza Gergely szepesi préposthoz, egyszerre kapta meg az ekkorra püspökségétől már megfosztott váradi püspöki stallumot és a jászói, valamint a szepesi préposti kinevezést. Bár váradi püspöki méltóságáról Pethe Márton 1598-ban lemondott, ugyanis királyi helytartóvá nevezte ki az uralkodó, szepesi és jászói préposti méltóságát 1605-ben bekövetkezett haláláig megőrizte. Legközelebb 1597-ben és 1598-ban tünteti fel a birtokost a portális adójegyzék, ekkor Petri falu a váradi püspöké, azaz hetesi Pethe Mártoné, 1598-ban pedig a jászói préposté, aki ugyancsak Pethe Márton.
A 17. században, de talán már korábban is, Petrit ugyancsak elérte a török kori egyházi, királyi és magánföldesúri birtokokra egyaránt jellemző zálogosítás vagy inscriptio. A szerződések csak meghatározott időre szóltak, a visszaváltásnál a zálog vagy inscriptio összegét a régi-új tulajdonos kezéhez a zálogos köteles volt visszafizetni. Petri falunak, mint jelentős felső-magyarországi egyházi alapítvány, azaz a káptalan és prépostja birtokának, a 17. század elején szorosan összekapcsolódott a sorsa a Magyar Királyságban bekövetkezett politikai változásokkal, hiszen amikor Bethlen Gábor erdélyi fejedelem 1619. évi felső-magyarországi hadjárata során elfoglalja Kassát, majd több vármegyét, köztük Szepest is, a szepesi káptalan történetében is súlyos változás történik. A protestáns fejedelem katonái feldúlják Szepeshelyt, a káptalan kincstárát lefoglalják, a kanonok szétszélednek, és Hosszútóthy László prépost is elmenekül az akkor a lengyel állam fennhatósága alatt álló szepességi Podolinba (ma: Podolínec, Szlovákia), majd csak a király és az erdélyi fejedelem közötti megegyezés megkötése után tér vissza. Bethlen Gábor felső-magyarországi uralma alatt a szepesi káptalan lefoglalt birtokai közül Petrit 1620-ban hívének, alsókálosai Korláth István (†1626 k.) szendrői főkapitánynak és feleségének, mellétei Barna Annának zálogosítja el. A szepesi kamara, amely részben szintén Bethlen Gábor irányítása alá került, 8000 magyar Ft-tal tartozott Korláth Istvánnak elmaradt főkapitányi fizetése miatt, és a zálogösszegnél betudták a tartozást. Abaúj vármegye Bethlen Gábor fejedelem felszólítására 1621 márciusában iktatja be t a birtokba. Korláth István 1625 szeptemberében készült testamentumában a szendrői főkapitányi szolgálata fejében, inscriptio címén megszerzett hernádpetri birtokáról is rendelkezett. A falut négy részben testálta örököseire, az első részt fia, Korláth Ferenc, a többi hármat leányai kapták: Fuló Miklósné Korláth Kata, elhunyt Anna lánya helyett annak gyermekei: Bertóthy István és Judit, illetve Pap Györgyné Korláth Judit. Alsókálosai Korláth István, aki mind Bocskai István, mind Bethlen Gábor fejedelmeknek konstantinápolyi követe volt, és 1616–1623 között viselte a szendrői főkapitányi tisztséget, nem volt idegen a Csereháton, sógornője, mellétei Barna Zsuzsanna a Cserehát középkori eredetű családjából származó gagyi Báthori Zsigmondhoz ment feleségül, egyik lánya, Korláth Kata pedig a szintén csereháti birtokos felsőszendi Fuló Miklós (†1677) felesége lett.
Petri falut egyébként 1623-ban Dancsházy (Dancsházi) György veszi zálogba, feltehetően Korláth István adja tovább ideiglenesen a csereháti birtokot. Liszkai Dancsházy György (†1635 k.; felesége: Haranghi Katalin) 1625-ben Zemplén vármegye törvényszéki ülnöke, 1636-ban már nem él, mert özvegyétől követel Berzeviczy Lajos egy hegyaljai szőlőt. Dancsházy György neve szerepel az egykori liszkai református templom (ma: Olaszliszka, r. k. plébániatemplom) külső falán látható egyik faragott kőtábla feliratán, amely szerint Dantsházi György egyike volt azoknak a nemeseknek, akik 1634-ben adományukkal hozzájárultak a liszkai református templom tornyának építéséhez. Dancsházytól azonban a Korláthok minden bizonnyal visszaveszik a falut, hiszen Korláth István örökségként rendelkezik róla.
Hernádpetri a 17. század második felében visszakerült a prépost és a szepesi társaskáptalan tulajdonába, de Thököly Imre felső-magyarországi uralma alatt, 1681-ben konfiskálták birtokait, együtt azokkal az arisztokrata és katolikus egyházi birtokokkal, amelyeknek tulajdonosai nem álltak a Thököly-féle felkelés mellé. Ekkor a Thökölyt képviselői kamarai tisztviselők megállapodtak Petri falu közösségével, hogy földesúri kötelezettségüket, feltehetően korábbi mintára, ezután is summásan róják le, a prépost birtokrésze után évente 150 Ft-tal, a káptalani porció után pedig 100 Ft-tal tartoznak, de ráadásul, ősi járadékként, adnak még egy dámvadat is. 1682 tavaszán a szepesi káptalan élére Thököly hívét, Sebestyén András – püspökség nélküli – erdélyi püspököt, egyben leleszi prépostot nevezték ki, aki a Thököly által 1683. január hónapra Kassára összehívott országos gyűlésen nemcsak részt vett, hanem elnöknek is megválasztották. A szepesi káptalan egyébként bizonyos jószágaira, hasonlóan több felső-magyarországi nagybirtokoshoz, Thököly Imre felső-magyarországi fejedelem uralma alatt mentességet kapott a konfiskálás alól, feltehetően a váltság megfizetése mellett. Sebestyén András szepesi prépost 1683. április 1-jén bekövetkezett halála után Thököly kassai tisztviselői újra összeírták a prépostsági és káptalani birtokokat. Egyébként Sebestyén András halálát követően, 1683–1685 között, nem neveztek ki prépostot, helyette Berzeviczy András olvasókanonok, mint érseki helynök állt a prépostság élén. 1683-ban Hernád-Petri faluban részletes urbáriumot készítettek Thököly kamarai megbízottai a prépost 19 (Mató György, Nagy György, Cibere György, Jakab András bíró, Tót István, Varga András nőtlen, Tót János, Molnár Mihály, Német Márton, Mató Mihály, Szendi Gergely, Szász Mihály és fivére: István, Szilágyi András, Czibere János: Encsre menekült, özv. Tót Péterné, özv. Mató Andrásné, Lengyel János, özv. Molnár Istvánné) és a káptalan 14 jobbágyáról (Mató Mihály bíró, Kis Pál, Szűk Péter, Szűk Pál, Kis György: Szőlledre menekült, Német István, Kerekes György: Garadnára menekült, Szabó Mihály: Szőlledre menekült, Varga István: Liszkára ment, Csorba György, Varga Ádám, Tót Mihály, Szűk György), valamint a két birtokoshoz tartozó puszta jobbágytelkekről, illetve a summás járadékfizetést illetően megújították a petri jobbágyokkal korábban kötött szerződést. Thököly Imre felső-magyarországi „királyságának” leverése után a kamara 1685-ben visszabocsátotta a szepesi káptalan jószágait. A Rákóczi-szabadságharc alatt II. Rákóczi Ferenc fejedelem diplomatáját, Brenner Antal Domokos (†1721) egykori veszprémi kanonokot nevezte ki szepesi prépostnak 1706 decemberében, a káptalan és a katolikusok ellenkezése mellett. A Rákóczival élesen szembenálló Sigray János prépost ugyanis az 1705-ban a szabadságharc hadserege által ostromlott szepesi várból Sziléziába menekült, és csak 1709-ben tért vissza prépostságába, addig Brenner egyfajta „ellenprépostként” működött.
Petri falu az adórovók által megbecsült portaszám, vagyis az adóalap tekintetében a Cserehát egyik legtermelékenyebb és legnépesebb faluja a kora újkor első évtizedeiben, 1532-ben 7, 1552-ben 9, 1553-ban pedig 14,5 adóporta alapján vetik ki jobbágyságára a királyi adót. Az adóképességhez ajobbágyok mellett 1552-ben 8 helyi zsellér, azaz a telki gazdálkodásból részben vagy teljesen kiszorult paraszti elem is hozzájárult, ugyanakkor 3 puszta telket is összeírtak az adórovók. 1553-ban az adórovók megjegyzik a listán, két telkes jobbágy, Borsod András és Mikes Bálint meghalt, ezért egy fél portát levettek az adószámból, ami azt jelenti, hogy ekkor egy porta mint adóegység mögé 4 működő jobbágytelki gazdaságot képzelhetünk. 1558-ból maradt fenn az első Petrire vonatkozó dézsmajegyzék, amikor Mester Lukács bíróságában 35 jobbágy ad királydézsmát gabonából, mellettük két zsellér fizet ún. kereszténypénzt, ugyanebben az évben 50 adózótól szedik be a bordézsmát, akik között nem helyi jobbágyok is vannak. Az alábbi jobbágyok mindkét dézsmalistán szerepelnek 1558-ban: Bertók Miklós, Bordás András, Borsos János, Borsos Péter, Cibere Ambrus, Fejír Imre, Kispál György, Kovács Lőrinc, Magyar Ambrus, Magyar István, Mató Balázs, Mató Demeter, Mató Imre, Mató Péter, Mató Simon, Mató Tamás, Mester Gergely, Mester János, Mester Simon, Rozsnai János, Tóth Mihály, Vas Péter. Rajtuk kívül azonos családnévvel tűnnek fel a Tótok, a bíró Mester Lukács, illetve Kardos Ambrus és András, Vas Bertalan és Orbán, Bagi Bereck és Péter. Ők a 16. század közepi Petri törzsökös jobbágyai és családjai (Mató, Mester, Tót, Vas, Borsos, Bagi).
Petri igen magas portaszáma az 1560-as években lassan csökken, de 1567-ben még mindig 11 porta alapján követelik Petri lakosaitól az adót. 1567 márciusában egyébként Hasszán temesvári pasa 5000 fős török sereggel és krími tatár kísérőcsapattal felső-magyarországi hadjáratot indít János Zsigmond erdélyi fejedelem megsegítésére, amely során a Cserehát legtöbb faluját felprédálják és felégetik, amelyek így adóképtelenek lettek, de Petri, szerencsésen, elkerülte a pusztítást. Ennek ellenére 1570-re ajobbágyok helyett már csak 26 zsellért írnak össze a dikátorok Petriben, és a királyi adót vagy dikát 16 félporta (összesen 8 adóporta) után vetik ki a falura, vagyis a részleges leromlás Petrit sem kímélte a korban, így 1578-ra az 1553. évi portaszámnak már alig a harmadára, 6 adóportára esik vissza a falu teljesítő képessége, 1597-ben pedig már csak 2 porta után róják ki az adót a falu adóz7ó közösségére. Az alacsony portaszám a telki gazdálkodás jelentős visszaesését jelzi, 1588-ban és 1596-ban is 27 zsellért írnak össze Petriben, akik valamilyen okból már nem tudnak a jobbágytelkeken eredményesen termelni.
1585-ben a szepesi kamara feljegyzi a szepesi káptalan jószágainak urbáriumát, Petriben ekkor 18 egésztelkes jobbágy és 24 zsellér gazdálkodik, földesúri járadékuk telkenként évi 50 dénár cenzusból áll, ezt Szent Márton-adójának nevezik, valamint ún. ajándékból, amely egy tyúkot és egy kalácsot jelent jobbágy-háztartásonként. Különleges földesúri kötelezettsége a falunak, hogy minden évben Vízkeresztkor 1 dámvadat kell közösen az uraságnak adniuk. A borból és gabonából járó földesúri kilencedet nem említi az urbárium, és ha a puszta jobbágytelkekhez járó szántóföldeket is bevetik, csak a földesúrnak tartoznak tizeddel. Robotra is kötelezik őket, az uraság liszkai szőlei mellett fekvő néhány hold szántóföldjén vetniük, aratniuk, csépelniük kell, és a megtermett gabonából származó lisztet Liszkára kell szállítaniuk, hasonlóan az uraság dézsmaborához. A szepesi prépost és a társaskáptalan két távolabbi birtokát, a dél-abaúji Petri falut és a hegyaljai Liszka mezővárost együtt igazgatták szepeshelyi uraik, 1546-ban a káptalan dékánjának kinevezett Monoszlay Pétert tették meg a petri és liszkai birtokok irányításával. A birtokok felügyeletére egy lovast kellett tartania, de maga is kapott két lovat a feladatához. Fontos megbízatása volt a liszkai földesúri szőlők műveltetése. Fizetése évi 25 Ft volt és az uradalomban beszedett bírságpénzekből is részesült, ezen felül a Petri faluban lévő puszta jobbágytelkek művelése után járó kilenced, illetve a disznó- és a szénatized is a jószágigazgatót illette. Szüretkor 1 hordó liszkai bor járt neki a káptalan terméséből, majd újabb egy hordó abból a mennyiségből, amely a kilencednek a két birtokos közötti szétosztása után maradt, ha nem volt maradék, akkor Petriben termett jobbik dézsmaborból kapott 1 hordóval.
Ha földesúri dézsmát nem is, a kamara által bérelt egyházi tizedet, az ún. királydézsmát fizetniük kellett a petri jobbágyoknak. 1598-tól a porta helyett a ház lesz az adó alapja, az új adóegységből 35-öt írnak össze, ez az érték közelít a korabeli jobbágygazdaságok számához. A házak száma meredeken zuhan a következő években, ez általános jelenség a tizenötéves háború (1593–1606) időszakában, 1608-ban már csak 7 ház után fizetik a petriek az adót. Ez az érték 1609-ben, amikor az adózásban visszatérnek a portához mint adóegységhez, 3 adóportának felel meg, 1618-ban pedig már az érték 4-re emelkedik, ebből 3 porta a telkes jobbágyokra, 1 portányi adóképesség a zsellérekre esik. 1624-től a portaszám 1 és 2 között mozog, másfél portát általában a jobbágyok adják, fél és háromnegyed porta a helyi zsellérek adóképessége. 1635-ben két kiváltságos adófizetőt, taxás nemest vagy libertinust is felvesznek az adójegyzékbe, Torma Pált 1 Ft és Nagy Jánost 25 dénár taxával. 1648-ban már 1 a portaszám, majd 1696-ban az országos adóösszeírásban ¼ és 1/16 portára értékelik Petrit, az alábbi adózók alapján: Tót Mihály, Csorba György, Varga Márton, Varga Péter, Nagy György, Szendi János, Mester András, Német Mihály, Kis Mihály, Szűk Pál, Mató György, Kis Gergely, Szűk András, Tót János, Kassai István, Szilágyi András.

1572-ben, amikor Kincses Mihály volt a falusi bíró 45 jobbágytól szedték be a gabonatizedet, összesen 117 kalangya őszi és 27 kalangya tavaszi gabonát, a legtöbb terméssel Vas Balázs (86 kalangya) és Kispál György (100 kalangya őszi, 8 kalangya tavaszi) rendelkezett. Az 1572. évi szüretkor 37 helyi és 24 extraneus, vagyis máshol lakó jobbágynak volt bortermése, összesen 368 (10 iccét tartalmazó) köböllel dézsmálták őket. 1581-ben, amikor Magyar Gergely volt a bíró, igen jó bortermésnek örülhettek Petriben, 25 helyi és 4 extraneus 176 köböl tizedet szolgáltatott, több jobbágynak (Zamus Lukács, Kerekes Máté, Borsos Péter, Kiss György, Máté Imre, Mester Antal, Nagy Barnabás) 100 vagy több köböl termése volt. 1590-ben, Vas Balázs bíróságában, 222 köböl bortizedet adott 23 jobbágy. Petriben a paraszti gazdaságok a dús legelők miatt jelentős állatvagyonnal is rendelkeztek, 1590-ben 22 bárányt és 25 kecskét számítottak fel tizedjárandóságként a falunak, ezt 1 rhénes Ft-tal és 98 dénárral váltották meg. A legtöbb állattal Torma Egyed rendelkezett, aki 14 bárány- és 12 kecsketizede után adózott. 1590-ben Nagy Mihály, Nagy Pál, Nagy-György János, Nagy György, Nagy-György István, Csukás István, Nagy-György András, Nagy-János Péter – láthatóan népes juhászcsaládot alkotó – jobbágyoktól 15 (egyenként 50 iccét tartalmazó) csöbör bort szedtek be a decimátorok. Még 1597-ben is 31 helyi és 12 extraneus jobbágynak volt dézsmálható bortermése, igaz jóval csekélyebb mennyiség, mint korábban: 34 köböl és 5 icce, 1612-ben pedig, Mester János és Cibere János bíró irányítása alatt 43-an adtak bortizedet 77 helyi köböllel, amely átszámítva 25,5 egri köblöt tett ki. Egy év múlva, Szűk Gergely bíróságában már csak 17 jobbágynál (Vas János, Godor Máté, Tót Pál, Cibere János, Kovács György, Kincses Ferenc, Szendi Miklós, Szabó Miklós, Nagy Antal, Benk Mihály, Kerekes Gergely, Magyar András, Kis Gergely, Ördög János, Kis Mihály, Mató Mihály, Tót Albert) dézsmáltak 18 egri köböl bort. A látványos csökkenés egyébként a többi csereháti falura is jellemző volt 1613-ban, a dézsmaszedők sem találták az okát a hirtelen visszaesésnek. A 17. századból nem ismeretes további dézsmalista egészen 1690-ig, ekkor 9 jobbágy 15 csöbör bort szolgáltatott. 1648-ban Abaúj vármegye portális adójegyzékében Petrit mint nem hódolt települést tüntetik fel, 1641-ben, amikor a vármegye tanúvallatást tart a meghódolt dél-abaúji falvakat illetően, Petri jobbágyai nincsenek a tanúk között.

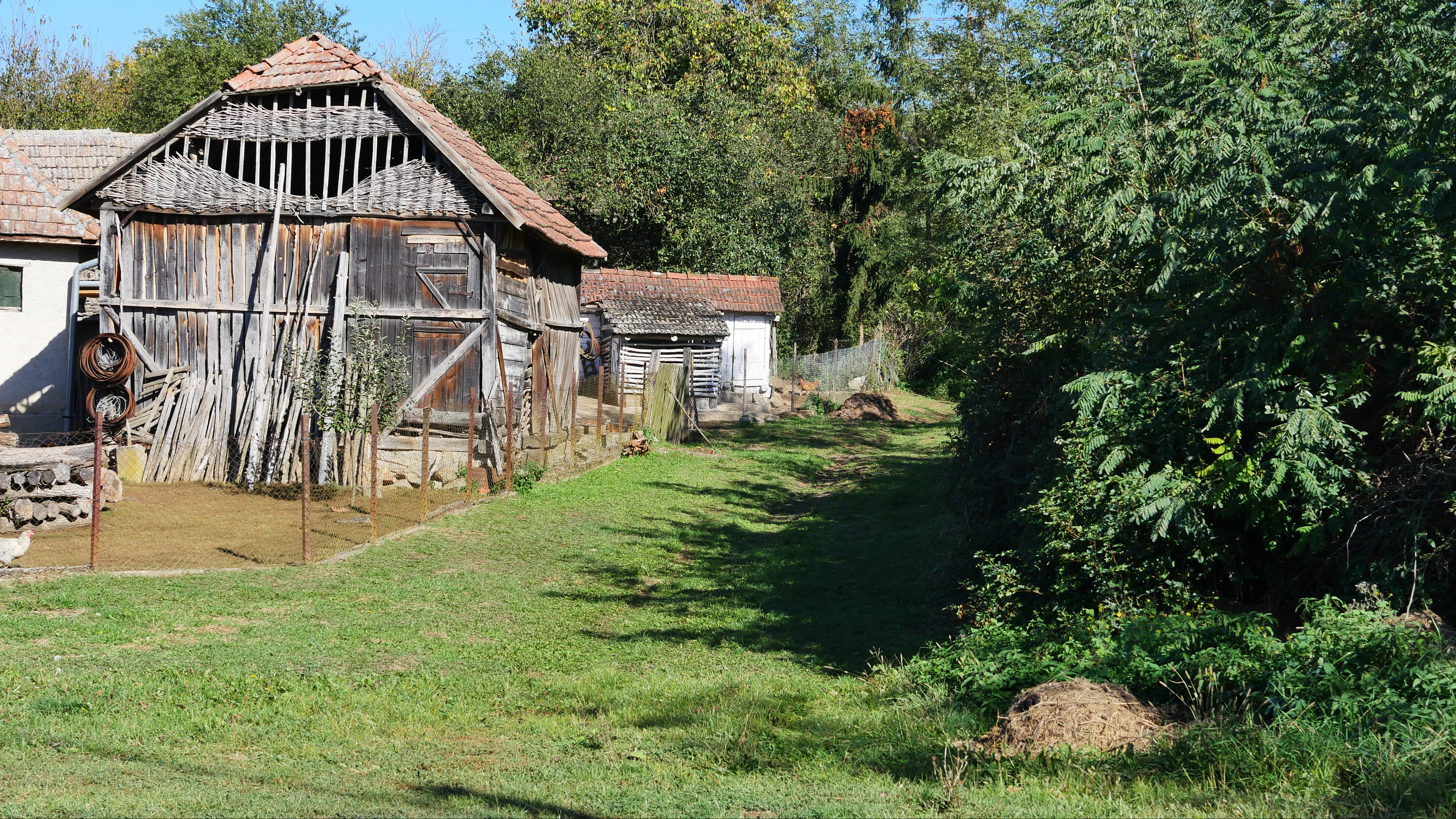
Fából készült, paticsoromzatú pajta

1681-ben, majd ennek alapján Sebestyén András szepesi prépost 1683 tavaszán bekövetkezett halála után Hernád-Petri faluban részletes urbáriumot készítettek Thököly kamarai megbízottai Mató Mihály bíró és a földesurakat képviselő helyi jobbágyok, a káptalan részéről Lengyel János, a prépost részéről Mató György részvételével. A prépost 19 jobbágya (Mató György, Nagy György, Cibere György, Jakab András bíró, Tót István, Varga András nőtlen, Tót János, Molnár Mihály, Német Márton, Mató Mihály, Szendi Gergely, Szász Mihály és fivére: István, Szilágyi András, Czibere János: Encsre menekült, özv.Tót Péterné, özv. Mató Andrásné, Lengyel János, özv. Molnár Istvánné) és a káptalan 14 jobbágya (Mató Mihály bíró, Kis Pál, Szűk Péter, Szűk Pál, Kis György: Szőlledre menekült, Német István, Kerekes György: Garadnára menekült, Szabó Mihály: Szőlledre menekült, Varga István: Liszkára ment, Csorba György, Varga Ádám, Tóth Mihály, Szűk György), valamint a két birtokoshoz tartozó puszta jobbágytelkek, illetve a summás járadékfizetés szerepelt a petri jobbágyokkal korábban kötött szerződésben.
1681-ben és 1683-ban a káptalan urbáriumba felvett 14 jobbágyának mindegyike fél jobbágytelken gazdálkodik, többen 4 és 6 ökörrel rendelkeznek, de 6 jobbágy nem sokkal korábban pusztán hagyta telkét, és más urasághoz távozott. Ezen felül 11 olyan pusztát írtak össze, amely még az egykori jobbágy nevén volt, egy teleknek azonban már nevét sem tudták, olyan régóta lakatlan volt. A prépost 19 jobbágya is féltelkes, több mint a felének ökrei vannak. A birtokhoz tartozik még 8 puszta jobbágytelek. Petriben 3 nyomáson termesztik a gabonát, az első nyomás neve: Szuhada és a szomszédos falu, Perény (ma: Perín, Szlovákia) határában fekszik, a másik a Szurdok felé való nyomás, amely a szomszédos Szurdokkal (ma: Hernádszurdok) határos, a harmadikat Középszernek hívják. Nyomásonként 3 vagy 4 köblös parcella tartozik az egyes jobbágytelkekhez, a falu rétjein pedig 6 kaszáló telkenként, ezekről egyenként 1 vagy 2 kocsi szénát lehet betakarítani. A falu határában irtványok is vannak jobbágyi művelésben. A szántókon jelentős allodiális földeket is elkülönítettek, de a falu szőlőhegyén is van majorság, a földesurak szőleit Kis és Nagy Szőlő néven ismerik. A telki szántók és telki állománytól független jobbágyi szőlők után földesúri dézsma jár a két birtokosnak. A puszta telkek utáni földeket bármilyen jogállású paraszt művelés alá veheti, de a birtokrész tulajdonosának tizeddel tartozik. Ajobbágyok mind a prépostnak, mind a káptalannak 100 Ft summás cenzust fizetnek évente, ez jóval több, mint a 16. század közepén telkenként követelt 50 dénár, feltehetőn a falut körülvevő dús erdőségek jobbágyi használata miatt. A prépost és a káptalan közös urasági kaszálóján 1681-ben 3 kocsi széna terem. A telki szántók és az irtványok, illetve szőlők után tizeddel tartoznak a földesúrnak. A 17. században megmaradt a 16. század közepén már hagyományként élő járadék, évente egy-egy dámvad beszolgáltatása mindkét birtokosnak. Hatalmas tölgyerdők vannak Petriben, 3000 disznó makkoltatására is elegendők, ezeket a szemerei és a petri jobbágyok egyaránt használhatják tűzi- és épületfa beszerzésére is. A szomszédos Radvány pusztán (ma: Pusztaradvány) is van négy majorsági szántóföldje a petri uraknak, mind a három nyomásban, két 3 köblös föld a Petrivel határos nyomásban, illetve egy-egy félköblös parcella a másik két nyomásban. A jobbágyoknak robotban kell a liszkai uradalmi tisztviselők által évente vásárolt és Petribe küldött 100 sókockát a szepesi káptalanba szállítaniuk, ugyancsak kötelesek két hordó liszkai sózott halat Szepesre továbbvinni. Az utóbbi szolgálatot a petriek már a 16. század közepén is teljesítették, Olaszliszka 1564. évi urbáriuma szerint az itteni tavakból (tudniillik a Bodrog morotváiból) télen kifogott halakat Petribe kellett szállítani.

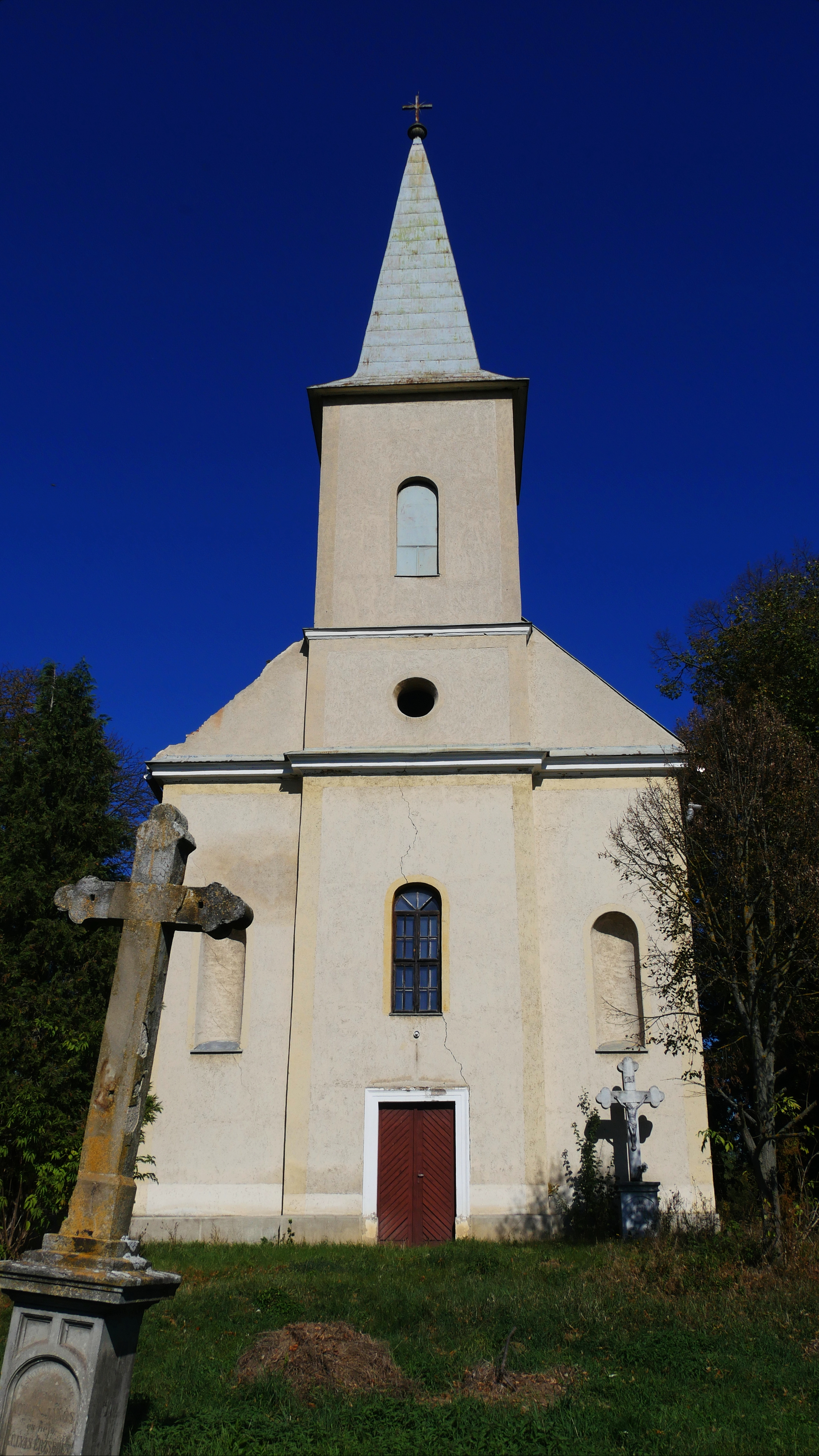
Szent Péter és Pál apostol római katolikus templom

Petri lakosai, bár uraik a katolikus egyház képviselői voltak, a borsodi és abaúji régió legtöbb településéhez hasonlóan, a 16. század második felében a reformáció hívei lettek. A falu egyháza az 1567. évi debreceni zsinaton a Helvét Hitvallást aláíró abaúji, más néven kassavölgyi református seniorátushoz (esperességhez) tartozott, amely a 16. század végén egyesült a tornai egyházakkal, és ettől kezdve abaúj-tornai egyházmegyeként működött. Hernádpetri vallásos közössége, gyülekezete önálló egyházzal rendelkezett, a 16. század végéről és 17. század első évtizedeiből fennmaradt források mindig mint anyaegyházat említik, amelynek több leányegyháza is volt (Szemere, Fulókércs, Hernádszurdok, Rásony, Léh, Abaújsáp). Petri első ismert lelkésze: Aranyasi Gáspár (1585–1588), majd: Szántai Gergely (1589–1590), Majtényi Balog György (1591), Szőlősi Mihály (1595), Telkibányai Mihály (1608–1612), Vásárhelyi Lukács (1613), Sulyok János (1618), Perényi István (1619–1623). A református lelkésznek a királydézsmából octávát, azaz nyolcadrészt hagytak, a 16. század végén és a 17. század elején a helyi javadalma megegyezett egy jobbágytelekkel, amelyhez mindhárom nyomásban (Középszer, Diós, Tilalmas) egyenként 6 köblös szántóföld tartozott, illetve egy Mocsolya-rét nevű kaszáló. A javadalomhoz tartozott, hogy a lelkész földjeit a hívek művelték. A papság külön makkoserdő-részt is tulajdonolt. Az egésztelkes hívek évente 32 kéve búzát és 12 kéve zabot adtak a lelkésznek, a féltelkesek 25 kéve búzát és 6 kéve zabot. Akinek szőleje volt, egy köböl borral és 1 garassal tartozott, az özvegyasszonyok 3 sing vászonnal váltották meg az egyháznak járó éves járandóságot. Az egyházi szolgálatokért külön díjazás járt a prédikátornak, temetésért és esketésért 12 dénárt, keresztelésért egy kenyeret, egy tyúkot és 1 dénár ún. komapénzt kért. Petriben református iskola is működött a 17. század elején, a tanítónak, aki a temetéseknél is segédkezett, ezért a díj fele neki járt, a falu jobbágyai egy-egy szapu szemes búzát, a zsellérek ennek a felét adták a lelkésznek évente, illetve egy-egy icce bort. A református gyülekezet a középkori eredetű kőtemplomot használta tovább a hitújítást követően, még a 17. század végén is ez volt a templomuk.
Petri a 17. század végén is megmaradt jobbágyi gazdaságon alapuló, református vallású falunak, amelyet Szepeshelyről birtokoltak és igazgattak katolikus földesuraik, az 1696. évi országos összeírásban is adóképesként szerepel. Bár a török kor másfél évszázada alatt visszaesett a falu termelőképessége, és paraszti lakosságának száma is lecsökkent, és a puszta telkek aránya már az 1680-as évek elején is meghaladta a működő jobbágygazdaságokat, Petri nem lett adóképtelen és néptelen puszta. Ennek ellenére az 1715. évi országos összeírásban teljesen lakatlan helyként szerepel, földjeit műveletlenként írják össze, vagyis a település a 18. század elején, jórészt a Rákóczi-féle szabadságharc alatt és közvetlenül utána pusztulhatott el annyira, hogy az országos felmérés nem talált itt adóképes népességet. Bél Mátyás 1730-as évek elején készült és a 21. századig kéziratban maradt, Abaúj vármegyét latin nyelven leíró monográfiájában Petri 18. század eleji pusztulását a lakosság elmenekülésével és máshová költözésével magyarázza: „16. Petri észak felől Buzitával határos. A Szikszóról Kassára vezető országút mentén települt, temploma az enyhén a falu fölé emelkedő dombon épült, de jelenleg közel van a romos állapothoz. 1716-ban ugyanis a vidéken fel-alá masírozó katonaság zaklatásai miatt a lakosok kénytelen voltak, falujukat elhagyván, az árnyékos völgybe telepedni, és ott jelenleg a sűrű és magas fák között felvert sátrakban tengődnek, hasonlatosan a hontalan vándorokhoz. A szepesi káptalanhoz tartozik. Egyébként terjedelmes szántóföldje van, de több részben, egymástól elkülönülve fekszenek a dombokon. A szántók neve: délen a Malomszer, nyugaton a Hecske; a Gyermek-Erdő, a Sisek, a Szuhoda, az Agyagos, a Kis-Telek, a Nyilasok és a Bik keleten; a Sűrű-Oldal északon. A dombok is a földek nevét viselik, ezen felül vannak még a Ropoczó-Völgye, a Gonkás Allja és Szabó-Utja nevű szántóföldek. A falut egy csekély folyó mossa.”

### 18. század

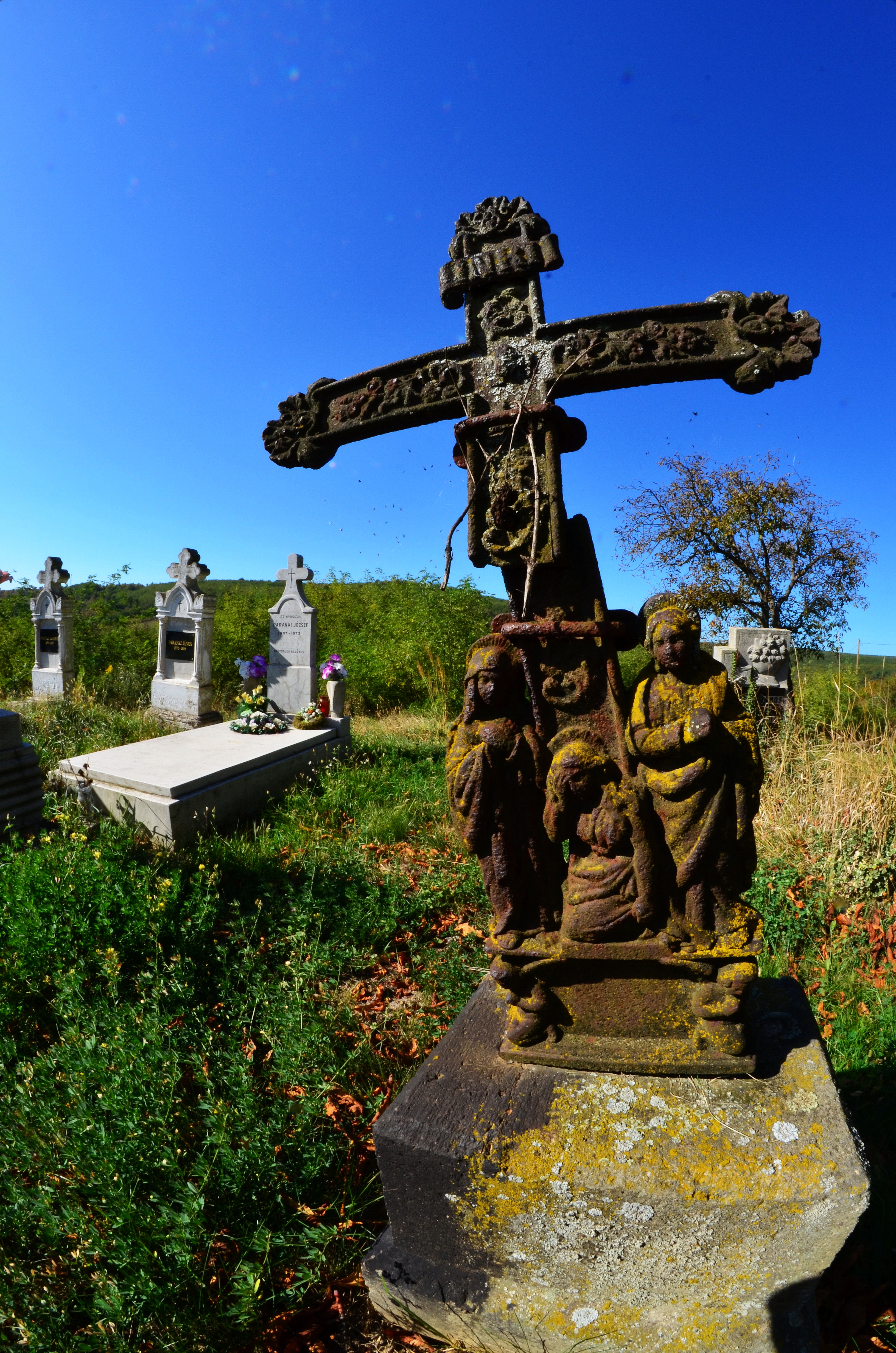
Öntöttvas feszület a hernádpetri temetőben

A község népességének egészéről a 18. század második felétől áll rendelkezésre megbízható adat. II. József népszámlálása volt az első olyan összeírás, amely a teljes lakosságra kiterjedt, és ennek adatai szerint 1785-ben a falu honos népessége 341 fő volt. Ludovicus Nagy 1828-ban megjelent népességstatisztikai munkája szerint viszont ekkor már 401 főt tartottak nyilván a faluban, és ehhez áll közel Fényes Elek Geographiai szótárában található 398 fős adat is. A házak számában is számottevő növekedés mutatkozik: II. József idején még 48, 1828-ban viszont már 61 házat jegyeztek fel az összeírók. Az 1828-as országos adóösszeírás idején 60 személy után kellett adót fizetni a faluban. Az 1760-as évek végén végrehajtott úrbéri összeírás időszakában 18 jobbágy és 4 zsellér, valamint családjuk élt meg a falu határában elterülő úrbéres földeken, melyek összesen 9 telek területre terjedtek ki. A másfél évtizeddel későbbi népszámlálás idején 25 jobbágyot és 42 zsellért regisztráltak a faluban.. Hernádpetri határát termőképesség szempontjából Vályi András másodosztályúnak minősítette, mivel „határjának 2/3 része sovány, és minden 3-dik esztendőben megkívánnya a trágyát”. Fekvésével kapcsolatban pedig megjegyezte, hogy a piacozó helyei távol vannak.
A falu népessége a statisztikusok leírásában szlovák (tót) közösségként szerepel. A településen katolikus és református anyaegyház is működött. Az előbbiek voltak többen, 1828-ban 270 fő, és az 1850-ban közölt (de valószínűleg korábbi évre vonatkozó) 298-os szám nem csak a gyarapodást jelzi, de azt is, hogy római katolikus szertartású volt a gyülekezet. A protestáns népesség száma 1828-ban 119 fő volt, és az 1850. évi adatok szerint közülük 91-en voltak reformátusok és 5-en evangélikusok. A faluban már II. József népszámlálása idején is élt egy zsidó család, és az izraelita népesség száma a 19. század közepéig sem gyarapodott érdemben (1828-ban 12, 1850-ban 4 fő volt).
A falu korszakunkban is egyházi tulajdon maradt, földesúrként a szepesi katolikus egyházmegye püspöke és káptalanja volt a birtokosa. Talán ezzel is összefügg, hogy Hernádpetri a Cserehát azon falvainak egyike, ahol nem laktak kisnemesek.

### 19. század
Hernádpetri népessége a 19. század második felében 400 fő körül stagnált (1850-ben 418 fő, 1880-ban 395 fő, 1900-ban 386 fő), amit a természetes szaporodás és a migráció szabályozott. A születések aránya 1900 és 1910 között 35,4‰, a halálozásoké 20,2‰, a csecsemő- és a gyermekhalandóság viszont magas maradt (a meghaltak közel 40%-a volt 6 éven aluli). A természetes szaporodás 15,2‰ (57 fő), ebben az évtizedben azonban körülbelül 40–45-en költöztek el, illetve vándoroltak ki a tengerentúlra. A házak száma és a hagyományos építőanyagok sem változtak a századfordulóig. A 82 lakóépületből 76 vályogból vagy agyagból és 6 kőből vagy téglából épült (bár a falut nagy kiterjedésű erdők határolták), a tetőfedésre zsupszalmát (68 ház), kisebb részben a költségesebb zsindelyt vagy deszkát (12 ház), valamint cserepet vagy bádogot (2 ház) használtak.

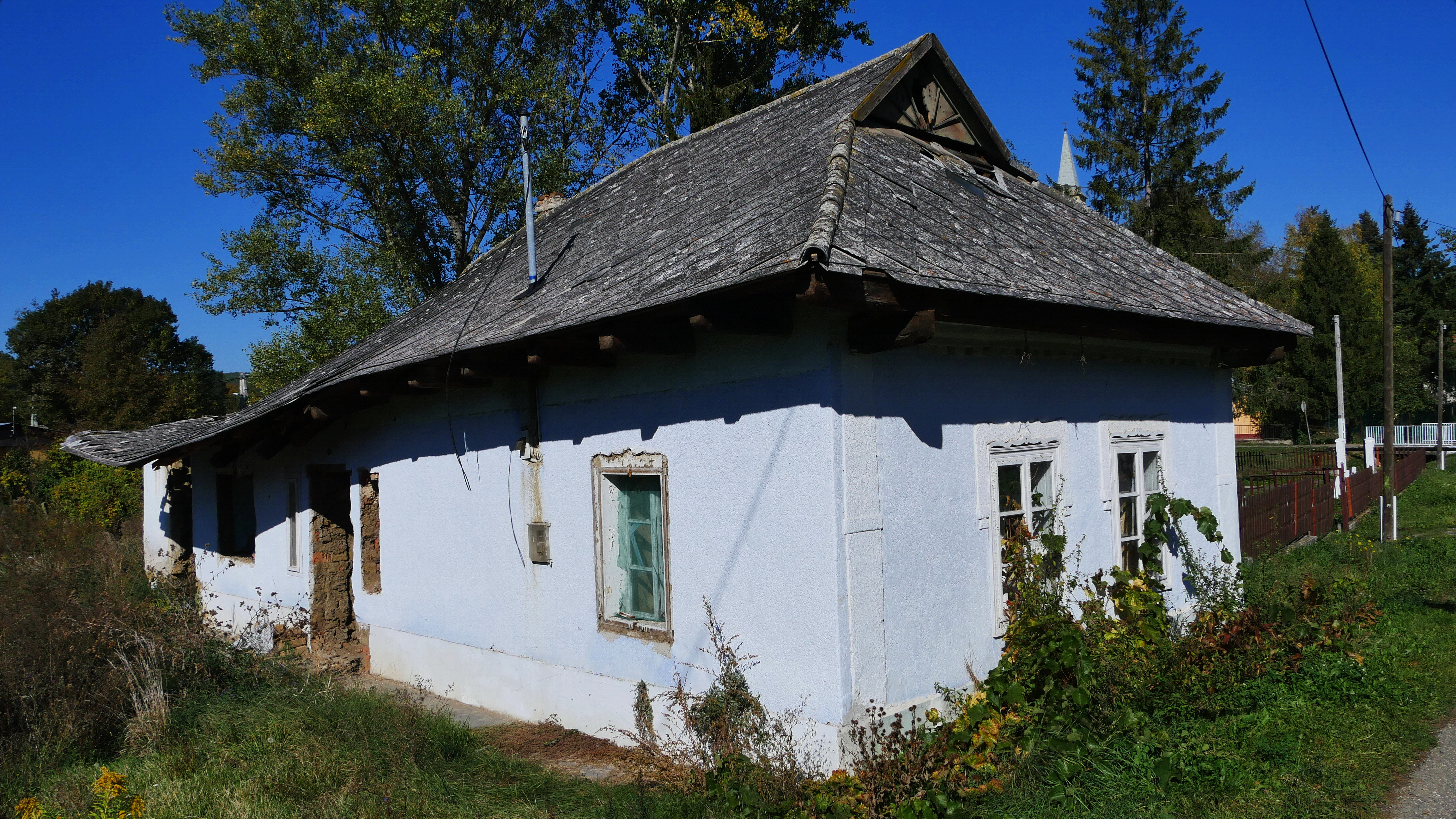
Kisparaszt 19. században épült lakóháza

A népesség felekezeti megoszlása a 19. század második felében nem változott jelentősen: legnagyobb arányban római katolikusok éltek a faluban (1880-ban 264 fő, 67%), a reformátusok száma 73 fő, a görögkatolikusoké 39 fő és a galíciai eredetű izraelitáké 19 fő. A közösség új katolikus temploma 1866 és 1869 között épült fel (mely számára a nemesi családból származó Aranyossyné Safran Mária készített oltárterítőket és karingeket), a leégett fatemplom helyébe kőből emelt református templomot pedig 1882-ben szentelték fel.
A csupán egyetlen úton megközelíthető zsáktelepülés földhasznosítását és a határhasználatot a természeti környezet, valamint a tulajdonosi viszonyok befolyásolták. Hernádpetri legnagyobb birtokosa évszázadok óta a kegyúri jogokat gyakorló szepesi püspökség és káptalan volt, mely a 19. század végén körülbelül 2000 kataszteri holddal rendelkezett (ebből 1404 hold erdő és 439 hold szántó), amit Steinberger Izidor vállalkozónak adott bérbe. S bár a sekély termőrétegű, kavicsos szántók területe a legelők feltörésével növekedett (1865 és 1895 között 815 holdról 971 holdra, a faluhatár 31%-áról 36%-ára), a lakosság számára az uradalmi erdőgazdaság és a juhászat kínált megélhetést (például a rendszeres fuvarozást).
Az egyházaknak és különösen a plébánosoknak és a katolikus tanítóknak fontos szerepe volt a helyi közösség szervezésében, valamint az alapműveltség terjesztésében. Bár az utóbbiak térbeli mobilitása (fluktuációja) feltehetően a magasabb javadalmak reményében intenzív volt, a hivatását Hernádpetrin kezdő, majd Forrón folytató Lauf Gyula gondot fordított a mezőgazdasági népoktatásra, a méhészeti és a gyümölcstermesztési szakismeretek terjesztésére. Szekerák Károly plébános 1908-ban fogyasztási és értékesítő szövetkezetet alapított, mely tagjainak jó minőségű és olcsó háztartási cikkekkel ellátását segítette. Olykor azonban a lelkész és a hívei (vagy a felekezetek) között konfliktusok támadtak. 1890-ben egy névtelen feljelentés nyomán a szolgabíró és csendőrök jelentek meg a faluban, s a plébánián, illetve a templomban (állítólag) elrejtett szűzdohány után kutattak.

### 20–21. század
Hernádpetri 1910-ben Abaúj-Torna vármegye Szikszói járásához tartozott. A kisközség 2 633 kat. holdon (= 1 515 hektár) terült el, lakossága 406 főt számlált. 2 német és 2 tót kivételével a falu valamennyi lakosa magyar anyanyelvű volt. A vezető vallásfelekezet a 256 fős római katolikus volt, de 78 református, 62 görögkatolikus, 2 evangélikus és 8 izraelita is élt a községben. A lakosság túlnyomó többsége a mezőgazdaságban talált megélhetést, s ebben lényeges elmozdulás azóta sem történt.
A trianoni békeszerződés közigazgatási változásai következtében Hernádpetri az Encsi járás része lett. A háborús évek ellenére a település lélekszáma 1920-ra 436 főre emelkedett. Növekedett a nem magyar anyanyelvűek száma is: 10 tót, 3 német és 1 horvát anyanyelvű lakost jegyzett fel a statisztika. A vallási életben a 279 fősre gyarapodó római katolikus közösség megőrizte első helyét, rajtuk kívül 84 református, 59 görögkatolikus, 11 izraelita és 3 evangélikus volt jelen a faluban. 1941-re csökkent a népesség. Ekkor a 409 lakosú községben a magyarok mellett egyetlen szlovák anyanyelvű személyt regisztráltak. A római katolikusok száma 267-re csökkent, valamint 74 református, 53 görögkatolikus, 11 izraelita és 4 evangélikus élt Hernádpetriben.
Az első világháború végén, a Tanácsköztársaság idején a községben direktórium alakult, s a lakók közül hatan csatlakoztak a Vörös Hadsereghez. A világháborúk közötti időszakban a falu vezető felekezetét adó római katolikusoknak volt templomuk és elemi iskolát is működtettek. Szekerák Károly plébános és Biczkó János erdővéd kezdeményezésére már 1908-ban Hangya szövetkezet alakult, mely 1921-ben 2,75 millió koronás forgalmat bonyolított. Ekkor az elnöki tisztet Halász András töltötte be, az ügyvezető igazgató Laczkó Ferenc volt. A lakosság nagy része cselédként dolgozott. A legnagyobb földbirtokos, csaknem 2 000 hold tulajdonosa, a Szepesi püspökség és káptalan volt, mellette Flesch Lajos, majd az 1930-as években Hován Gyula rendelkeztek jelentős földterülettel, 400 hold feletti bérlemények formájában.
Az első világháborúhoz hasonlóan, a második világégésnek is voltak falubeli áldozatai, a hősi halottak előtt emlékhellyel tiszteleg Hernádpetri közössége. Az elhunyt katonák mellett az áldozatok számát gyarapították a község elhurcolt izraelita lakosai, a Friedmann-család tagjai.
Hernádpetri lakói számára 1944. december 17-én, öt héten át a falu határában folytatott állóharcot követően ért véget a második világháború. 1949-ben a háború utáni első népszámlálás szerint az itt élők száma 416 volt. A legnépesebb vallásfelekezet továbbra is a római katolikus volt 66,6%-os jelenléttel, majd a lakosság 19,0%-át kitevő reformátusok, a 13,7%-kal rendelkező görögkatolikusok, s végül a 0,7%-ot adó evangélikusok következtek. A szocializmus idején kezdetben a népesség nőtt, majd jelentősen csökkent, az 1990. évi népszámlálás idejére 243 fősre apadt a lakónépesség.
A szocialista átalakulás jegyében Hernádpetri első termelőszövetkezete 1951-ben alakult, amit 1956-ban az újabb típusú, Vörös Hajnal elnevezésű téesz követett. Utóbbi nem volt hosszú életű, az 1956-os forradalom idején felbomlott. 1960-ban szerveződött meg a Dózsa Tsz, ami a korábbiakhoz képest sikeresebbnek bizonyult, de 1969-ben csatlakozott a hernádvécsei Búzakalász Termelőszövetkezethez.

Az 1956-os forradalmi események hatására Hernádpetriben október 29-én alakult háromtagú munkástanács Kiss Menyhért, Czingula Vince és Kléri Lajos részvételével. Felállításra került a nemzetőrség, a tanács elnökét, Kiss Bertalant, és titkárát pedig eltávolították. Ekkor oszlott fel a Vörös Hajnal téesz is. A tanács vezetőségének visszahelyezésére valószínűleg 1957 elején került sor. A forradalom résztvevői közül többeket kihallgatott a rendőrség, de letartóztatásukra nem került sor, amit a párttagok egy része helytelenített és az érintettek felelősségre vonását sürgette.

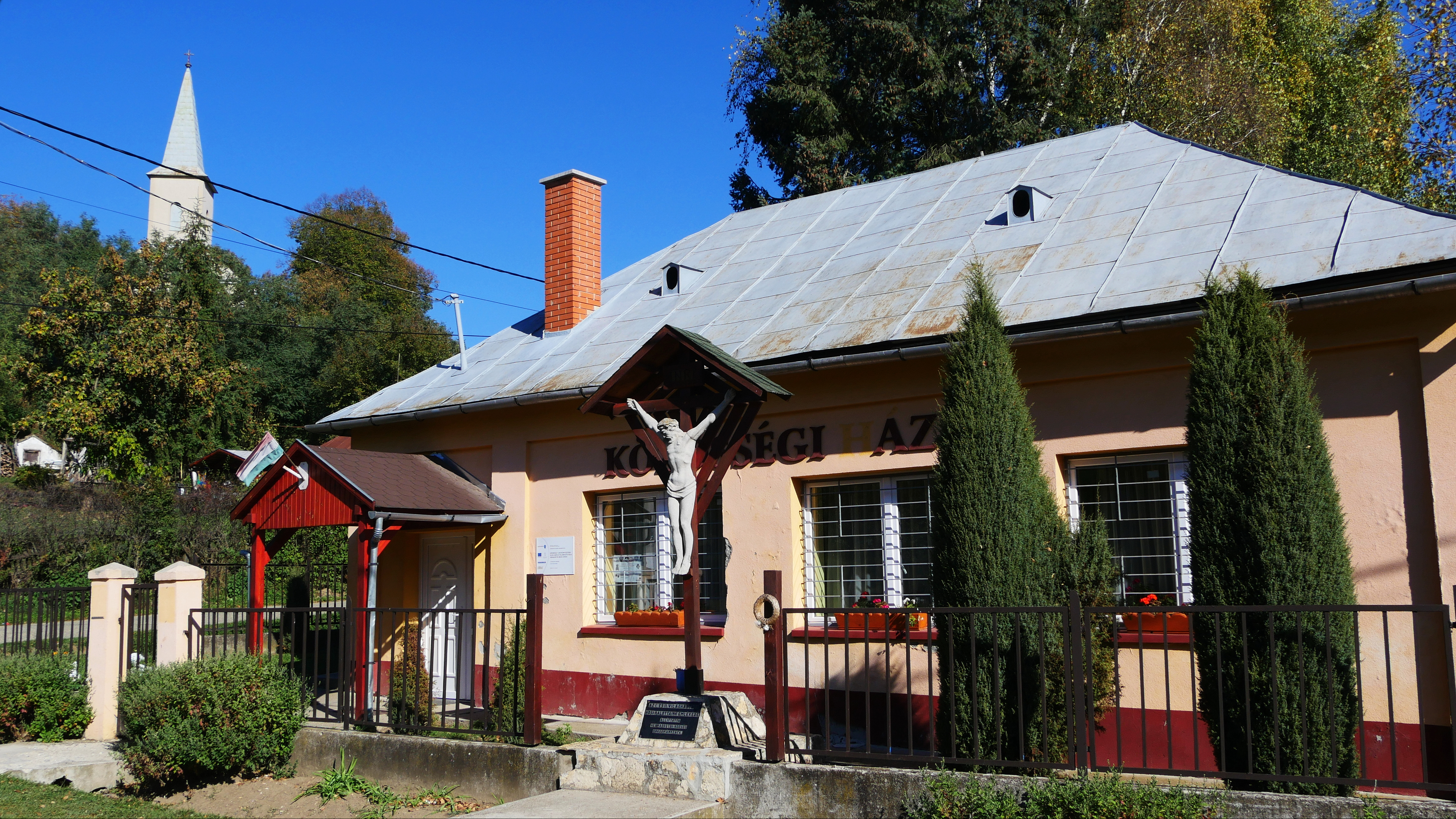
Közösségi ház a két világháború áldozatainak állított feszülettel

A szocializmusban az oktatás egyetlen tanteremben folyt, eleinte egy, majd két pedagógus irányításával. Bár voltak ingadozások, hosszú távon a gyereklétszám lényegesen nem változott: az 1945/46-os tanévben 62, 1965/66-ban 63 volt. Pozitívum, hogy az utóbbi esetben 33 felnőtt korú tanulója is volt a helyi általános iskolának, ami a következő tanévben csatlakozott a hernádvécsei körzethez. A lakosság művelődését szolgálta a községben működő könyvtár, művelődési terem és mozi is. Hernádpetri villamosítása már 1939-ben megkezdődött, de a háború idején tönkrement hálózat helyreállítása és kibővítése csak 1954-ben valósult meg.
A második világháború utáni változások közigazgatási átszervezéssel is jártak, minek eredményeképpen 1950-től Hernádpetri Borsod-Abaúj-Zemplén megye Encsi járásába, azon belül a Hernádvécsei körjegyzőségbe sorolódott. 1966. szeptember 30-án a település Hernádvécsével és Pusztaradvánnyal községi közös tanácsot szervezett, melynek székhelyét Hernádvécse adta. A közös tanácsú községet 1984. január 1-jével Encs városkörnyéki községévé nyilvánították. Végül a rendszerváltás következményeként 1991. január 1-én újjáalakult a Hernádvécsei körjegyzőség Hernádpetri, Hernádvécse és Pusztaradvány részvételével.
A szocializmusban jellemző népességfogyás javarészt a rendszerváltást követően is folytatódott. 2020. január 1-én 214 főt számlált a lakónépesség. A 2011. évi népszámlálás alkalmával a község lakóinak 93,4%-a vallotta magát magyarnak, 23,1%-a cigánynak és 6,6% elutasította a válaszadást. Vallási tekintetben 68,6% volt a római katolikusok, 11,4% a reformátusok, 3,9% a görögkatolikusok és 0,4% az egyéb vallási közösséghez tartozók aránya. Felekezeten kívüliként 10,5% határozta meg magát, míg 5,2% nem élt a válaszadás lehetőségével.
Hernádpetri lakosságszerkezete elöregedő, az aktív korúak között pedig a munkanélküliség országos átlag feletti, s így magas a szociális juttatásban részesülők aránya. A háziorvosi szolgálatot a hernádvécsei körzeti orvos látja el, fog-, gyermek- és szakorvosi ellátásra Encsen van lehetőség. A legközelebbi kórház Szikszón, mintegy 40 km-re, vasútállomás Novajidrányon, 9,0 km-re található. Az óvodás- és iskoláskorú gyermekek a hernádvécsei intézményeket látogatják. A település közös önkormányzati hivatalt fenntartó község, melynek székhelye Novajidrány. Hernádpetriben roma nemzetiségi önkormányzat működik.

## Közélete

### Polgármesterei
- 1990–1994: Csontos Béláné (független)[71]
- 1994–1998: Urbán János (független)[72]
- 1998–2002: Urbán János (független)[73]
- 2002–2006: Urbán János (független)[74]
- 2006–2010: Urbán János (független)[75]
- 2010–2014: Urbán János (független)[76]
- 2014–2019: Urbán János (független)[77]
- 2019–2024: Urbán János (független)[78]
- 2024– : Iglai Lajos (független)[1]

## Népesség
A település népességének változása:
| Lakosok száma | 231  | 228  | 232  | 220  | 218  | 213  | 181  |
|               | 2013 | 2014 | 2015 | 2021 | 2022 | 2023 | 2024 |

2001-ben település lakosságának 55%-át cigány, a 45%-át magyar származású emberek alkották.
A 2011-es népszámlálás során a lakosok 93,4%-a magyarnak, 23,1% cigánynak mondta magát (6,6% nem válaszolt; a kettős identitások miatt a végösszeg nagyobb lehet 100%-nál). A vallási megoszlás a következő volt: római katolikus 68,6%, református 11,4%, görögkatolikus 3,9%, felekezeten kívüli 10,5% (5,2% nem válaszolt).
2022-ben a lakosság 81,7%-a vallotta magát magyarnak, 24,8% cigánynak, 0,5% lengyelnek, 0,5% bolgárnak (18,3% nem nyilatkozott; a kettős identitások miatt a végösszeg nagyobb lehet 100%-nál). Vallásuk szerint 7,3% volt római katolikus, 6% református, 1,8% görög katolikus, 0,5% evangélikus, 11,9% felekezeten kívüli (72,5% nem válaszolt).

## Látnivalók
- Római katolikus templom. Késő barokk stílusú, Szent Péter és Pál tiszteletére szentelték fel. 1759-ben épült.
- Református templom. 1830-ban vagy 1870-ben építették a kicsiny déli, homlokzati fatornyocskájával együtt. A belső tér mennyezete sík, vakolt. Legutoljára 1938-ban és 1988-ban javították. 65 kg-os acélharangját Diósgyőrben készítették 1922-ben.[82]

## Környező települések
Hernádvécse (6 km), a legközelebbi város: Encs (17 km).